# Alpedrete
Alpedrete ist eine Gemeinde im Nordwesten der spanischen Autonomen Gemeinschaft Madrid. Der Ort ist für seine Steinbrüche bekannt, in denen Granit, unter anderem für bedeutende Monumente der Umgebung, abgebaut wird. Inzwischen ist die Gemeinde Teil des wichtigsten Naherholungsgebietes für die Einwohner von Madrid (Sierra de Guadarrama).

## Geografie
Die Gemeinde liegt in der Sierra de Guadarrama 47 Kilometer von Madrid entfernt auf einer mittleren Höhe von 919 Metern und hat eine Ausdehnung von 12,64 Quadratkilometern.

## Steinbrüche

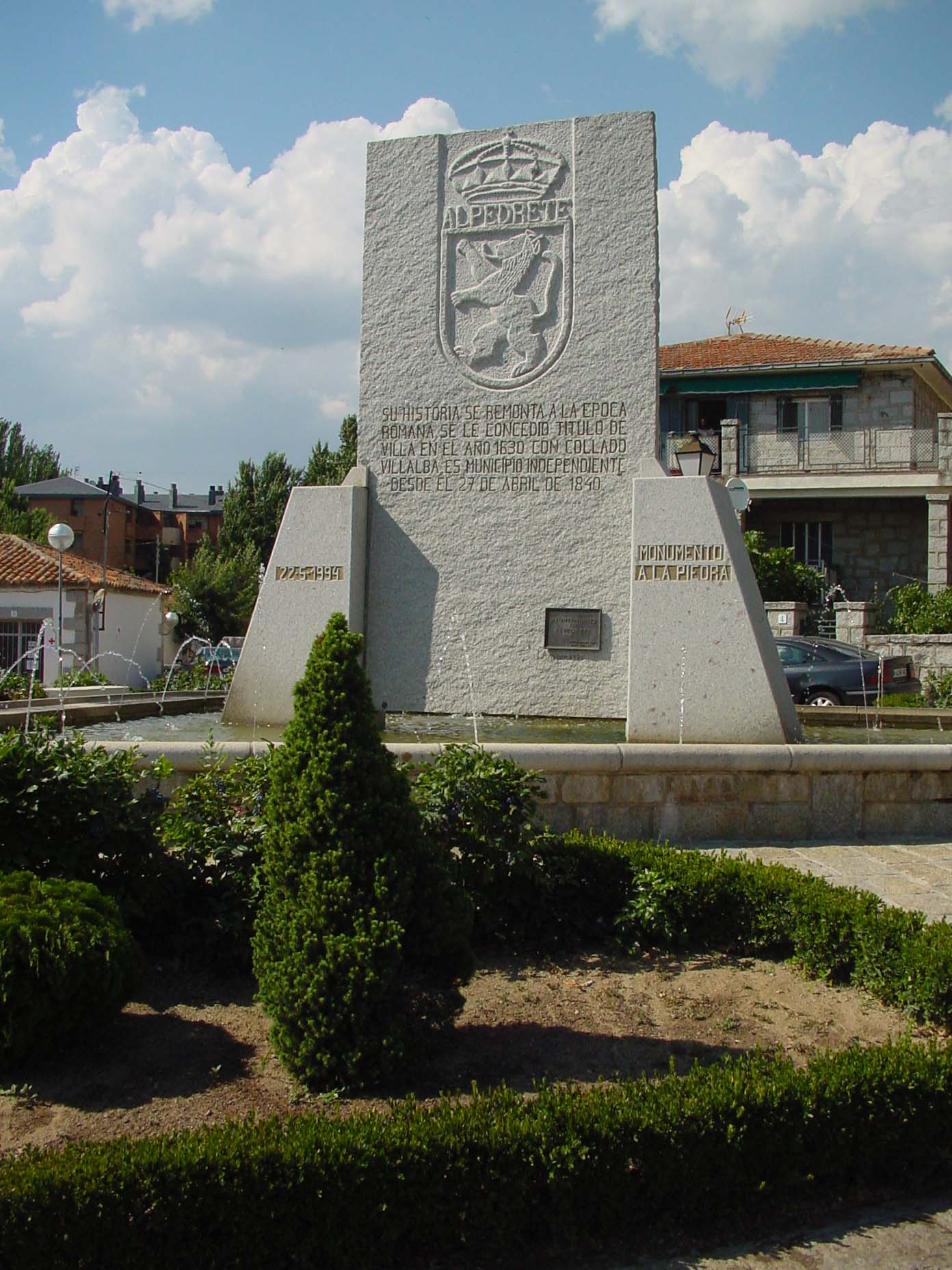
Das Gesteins-Denkmal ehrt das wichtigste Erzeugnis

Steinbrüche prägen die Umgebung von Alpedrete. Der dort abgebaute Granit wurde unter anderem für die in der benachbarten Gemeinde San Lorenzo de El Escorial liegenden Monumente des Klosterpalasts der spanischen Könige El Escorial und des franquistischen Kriegermonuments Valle de los Caídos („Tal der Gefallenen“) verwendet. Auch viele der in Madrid üblichen Granitbauwerke stammen aus diesen Steinbrüchen, wie etwa Teile der Puerta de Alcalá.

## Geschichte
Die ersten Besiedlungsspuren auf dem Gebiet der Gemeinde reichen bis in die Jungsteinzeit zurück und sind 4000 Jahre alt, was in einer Reihe von archäologischen Funden (Keramik, Steinwerkzeuge und Megalithe) dokumentiert ist. Aus der Römerzeit hingegen sind nur wenige Mauerreste erhalten, auch wenn den Namen der Gemeinde manche vom lateinischen Ad petrum (Beim Gestein) herleiten. Derartige Behauptungen sind schwer zu belegen, da generell zur Geschichte Alpedretes nur wenige schriftliche Quellen erhalten sind.

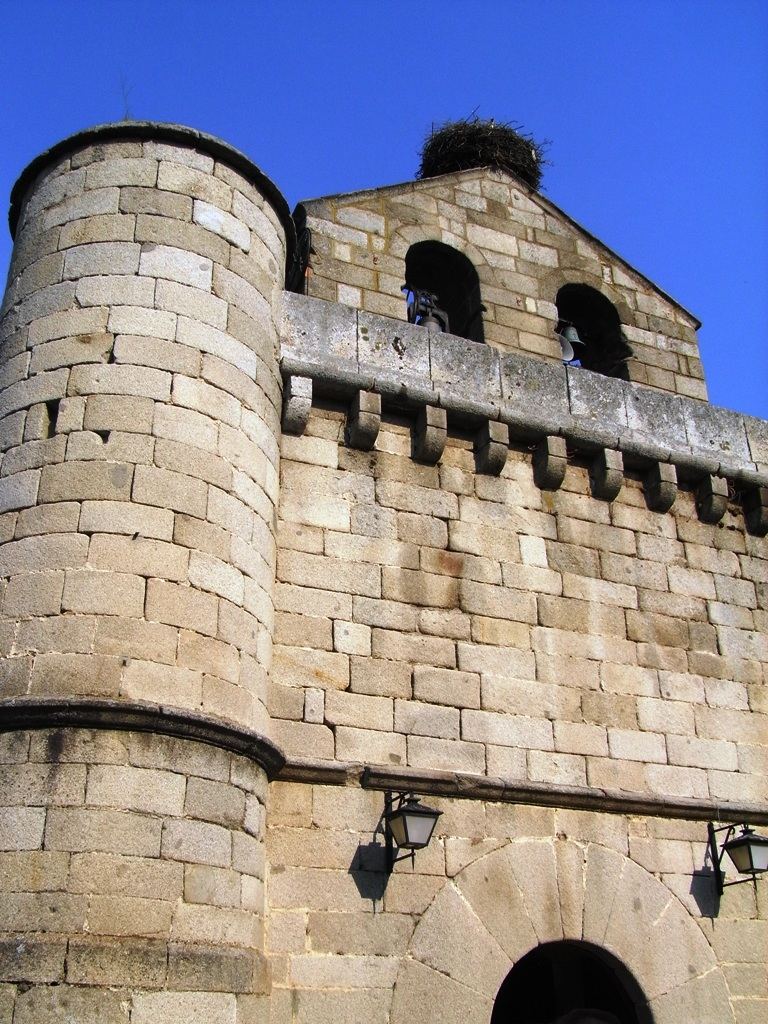
Fassade der Kirche

Erst die islamische Expansion im Frühmittelalter von der Südküste aus brachte eine feste Siedlung. In den fruchtbaren Ausläufern des Guadarrama-Gebirges gründeten die Araber den Ort, den sie wegen der reichen Gesteinsvorkommen der Umgebung El pedrete nannten (vgl. Spanisch piedra – Gestein).
Im Hochmittelalter wurde der Ort wegen seiner weitreichenden Weideflächen Spielball eines langanhaltenden Interessenkonflikts zwischen Madrid und Segovia. Erst unter Alfons X., dem Weisen geriet Alpedrete 1268 endgültig unter kastilische Oberherrschaft und wurde dabei dem homogenen Krongut des Real de Manzanares zugeschlagen. Die Mariä Himmelfahrt geweihte Gemeindekirche zeugt von der damaligen strategischen Bedeutung des Ortes: Sie erhielt im 13. Jahrhundert das für die Gegend im Mittelalter typische Gewand einer Wehrkirche mit Schießscharten und Zinnen. Im 16. Jahrhundert wurde sie unter dem Patronat der Adelsfamilie Mendoza, die seit dem 14. Jahrhundert Lehensnehmer des Real de Manzanares waren, im Inneren reich und außergewöhnlich ausgestattet, was für die bleibende Bedeutung des Ortes für seine Herren spricht. Die erste Volkszählung in Alpedrete ergab 1591, dass dort 36 Familien lebten, die alle – bis auf den Priester – dem einfachen Volk angehörten (pecheros).
Erst am 26. April 1840 erlangte der Ort die offizielle Unabhängigkeit von der Stadt Collado Villalba, was in einem Festakt begangen wurde. Die Bausubstanz wuchs lange unregelmäßig und kaum geplant; erst seit der zweiten Hälfte des 20. Jahrhunderts kam es mit dem Aufkommen des Massentourismus zu einem starken Ausbau. Hier siedelten sich die ersten Sommerfrischler in der Umgebung von Madrid überhaupt an, was zum Bau vieler Wochenendhäuser und zu immer mehr Dienstleistungsbetrieben führte.

## Politik

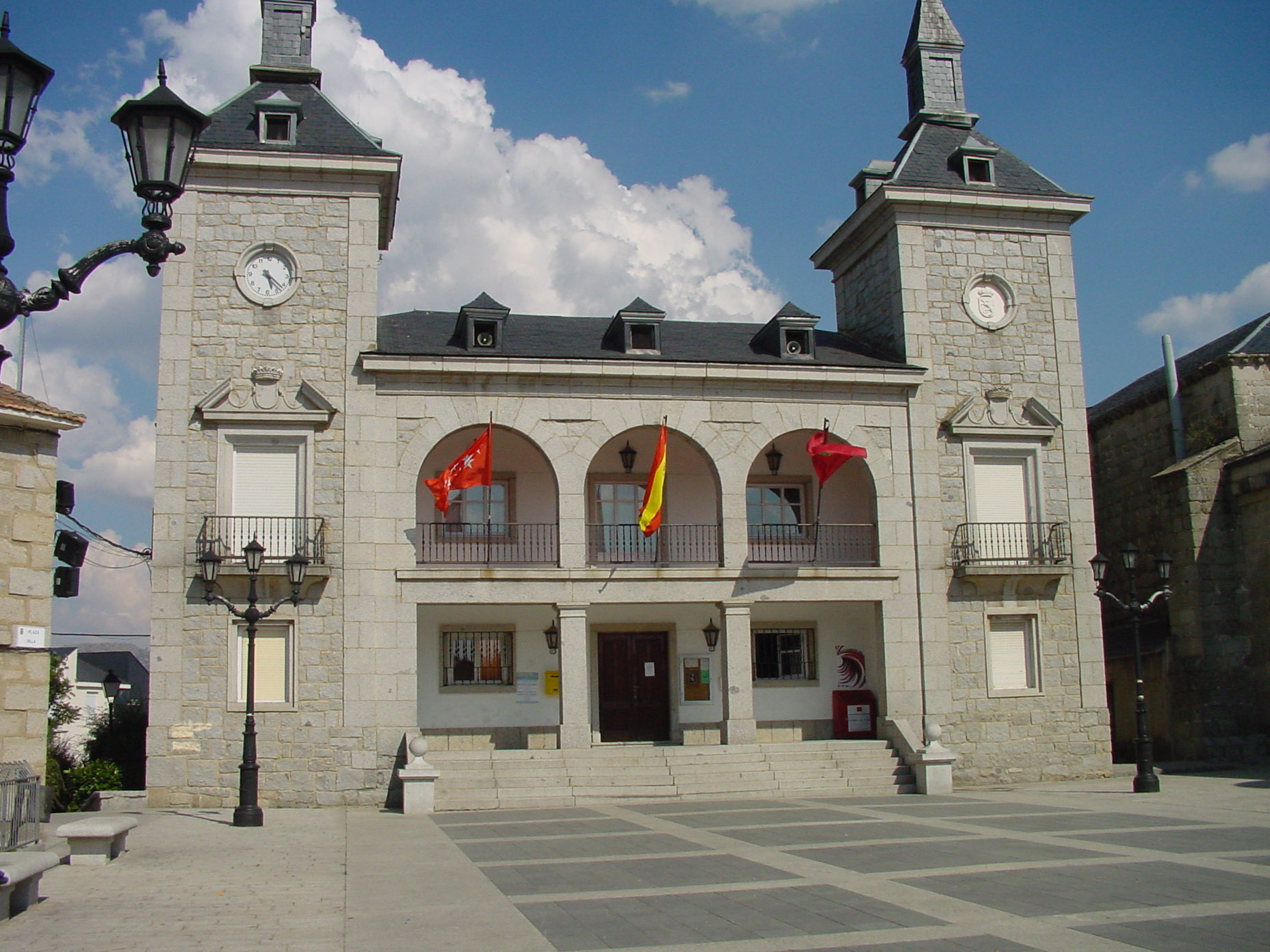
Das Rathaus von 1959 zeigt mit seiner Anlehnung an das Madrider Vorbild die enge Bindung an die Metropole

Die politische Ausrichtung der Bürgermeister wechselte nach dem Ende des Franquismus immer wieder. Hatte in den ersten acht Jahren der Transición noch die Arbeiterpartei (PSOE) die Mehrheit im Gemeinderat, wechselte die Macht für die nächsten zwölf Jahre auf Miguel Ángel Alonso Montalvo, der zuerst dem CDS und dann der Volkspartei (PP) angehörte. Nachdem 1999 bis 2003 wiederum die PSOE regierte, stellt seit 2003 die PP mit María Casado die Bürgermeisterin. Unter ihrer Führung sind einige große Bauprojekte und Infrastrukturmaßnahmen durchgeführt worden, was in den letzten Jahren zu einer verstärkten Opposition aus Parteien verschiedener Richtungen und zu einer Strafanzeige wegen Amtsmissbrauchs geführt hat.

## Klima
Alpedrete verfügt über ein kontinentales Klima mit relativ kalten Sommern und Wintern mit gelegentlichem Schneefall, was durch die Nähe zum Gebirge verstärkt wird. Die mittlere Jahrestemperatur beträgt zwischen 8 und 12 Grad Celsius, die mittlere Mindesttemperatur im kältesten Monat zwischen −3 und 0 Grad Celsius.

## Bildung
In Alpedrete gibt es sieben Kindertagesstätten (eine öffentliche, sechs private), vier Grundschulen und eine Schule mit Sekundarstufe.

## Personen
- José Ramón Zaragoza (1874–1949), asturischer Maler, starb in Alpedrete.
- Juan José Armas Marcelo (* 1946), spanischer Schriftsteller und Journalist, lebt in Alpedrete.